# Скоромнікова Марина Петрівна
Марина Петрівна Скоромнікова (рос. Марина Петровна Скоромникова; 26 травня 1936, Москва — 1 березня 2021) — радянська і російська театральна актриса, народна артистка РРФСР.

## Біографія
Марина Петрівна Скоромнікова народилася 26 травня 1936 року в Москві в акторській родині. Сім'я переїжджала з театру в театр: Комсомольськ-на-Амурі, Вологда, Великий Устюг, Іваново. Батько загинув у 1942 році під Ленінградом, мати під час Великої Вітчизняної війни виступала в агитбригадах, після війни довго працювала в театрі, в Іванові.
З дитинства мріяла про сцену. Навчалася в Іванівському педагогічному інституті (зараз Іванівський державний університет) на фізико-математичному факультеті, але кинула навчання для театру. Брала участь у виставах аматорського театру при фабриці Зінов'єва.
У 1956—1960 роках виступала в Іванівському театрі драми. У 1960—1961 роках грала в Горьківському театрі комедії.
У 1960 році переїхала в Мурманськ, де в 1961—1969 роках була актрисою Драматичного театру Північного флоту, працювала з режисером В. Шохат.
З 1969 року — провідна актриса Мурманського драматичного театру. Зіграла в театрі близько 120 ролей. В середині 1990-х брала участь у спільній російсько-норвезької постановці «На дні».
У 1960—1970‑х роках брала участь у створенні 10 телепостановок Мурманського телебачення, включаючи такі як «Платон Кречет», «Міщани», «Марія». Записала на обласному радіо ряд програм для дітей.
Обиралася членом Мурманського обкому КПРС, депутатом Мурманського міської Ради депутатів трудящих.

## Нагороди та премії
- Заслужена артистка РРФСР (20.11.1978).
- Народна артистка РРФСР (1.07.1988).
- Орден Дружби (28.03.2000).
- Дипломи Міністерства культури РРФСР за ролі Ніли Сніжко в «Барабанщице» і Ольги в «Трьох сестрах».

## Роботи в театрі

### Актриса
- 1956 — «Коли цвіте акація» — Віра Журова (дебют)
- «Барабанщиця» А. Салинського — Ніла Сніжко
- «Старомодна комедія» А. Арбузова — Лідія Василівна Жербер
- «Двадцять чотири години з життя жінки» С. Цвейга — Місіс К.
- «Медея» Л. Розумовської — Медея
- «Король Лір» В. Шекспіра Король Лір
- «Марія Тюдор» В. Гюго — Марія Тюдор
- «Хитромудрих закоханих» Лопе де Вега — Герарда
- «Привиди» Г. Ібсена — фру Альвінг
- «Біле хмара Чингісхана» А. Айтматова — Алтун
- «Гроза» О. Островського — Кабаниха
- «Вовки і вівці» О. Островського — Мурзавецька
- «Влада темряви» Л. Толстого — Анюта
- «Три сестри» А. Чехова — Ольга
- «Дядя Ваня» А. Чехова — Соня
- «Вишневий сад» А. Чехова — Шарлотта
- «На дні» М. Горького — Настя і Ганна
- «Анфіса» Леоніда Андрєєва — Анфіса
- «Оптимістична трагедія» Всеволода Вишневського — комісарша
- «Мій бідний Марат» Олексія Арбузова — Ліка
- «Вірність» Віри Панової — Надія Мілованова
- «У день весілля» В. Розова — Нюрка
- «Старий Новий рік» М. Рощина — Полуорлова
- «При чужих свічках» Н. Птушкіної — Александріна
- «Конкурсі» А. Галіна — Варвара Волкова
- «Любов і голуби» В. Гуркіна — Надія
- «Лейтенант Шмідт» Н. Задонського — Зінаїда Рісберг
- «Вдови пароплав» І. Грекової — Ольга Іванівна Флерова
- «Чарівник Смарагдового міста» А. Волкова — Бастінда
- «Синя ворона» по книзі Р. Погодіна «Крок з даху» — служниця, бариня, лікар і ворона
- «Полярна зірка» Ю. Аннєнкова і Є. Гальперіної, композитор В. Баснер — Інга Воронець
- «Тоді в Севільї» С. Альошина — дон Жуан
- «Палкий закоханий» Ніла Саймона — Елейн, Боббі і Жанет
- «Дивна місіс Севідж» Джона Патріка — місіс Севідж
- «Любов і скорпіони (Лев взимку)» Д. Голдмена — Елінор Аквітанська
- «Месьє Амількар» Іва Жаміака — Елеонора
- «Миш'як і старі мережива» Дж. Кессельрінга — Еба Брустер
- «Мара» А. Галіна — Зінаїда
- «Дуже проста історія» Марії Ладо — господиня
- «Сімейний портрет з грошовими знаками» С. Лобозєрова — бабка
- «Оскар і Рожева дама» Е.-Е. Шмітта — Рожева дама (моно-вистава)
- «Доброго ранку, сто доларів!» І. Гаручава, П. Хотяновського — Стара-мільйонерка, Мері
- «Шість страв з однієї курки» Г. Слуцьки (моно-вистава)

### Режисер
- «Медея» Л. Розумовської
- «Двадцять чотири години з життя жінки» С. Цвейга